# Quartier d'Auteuil

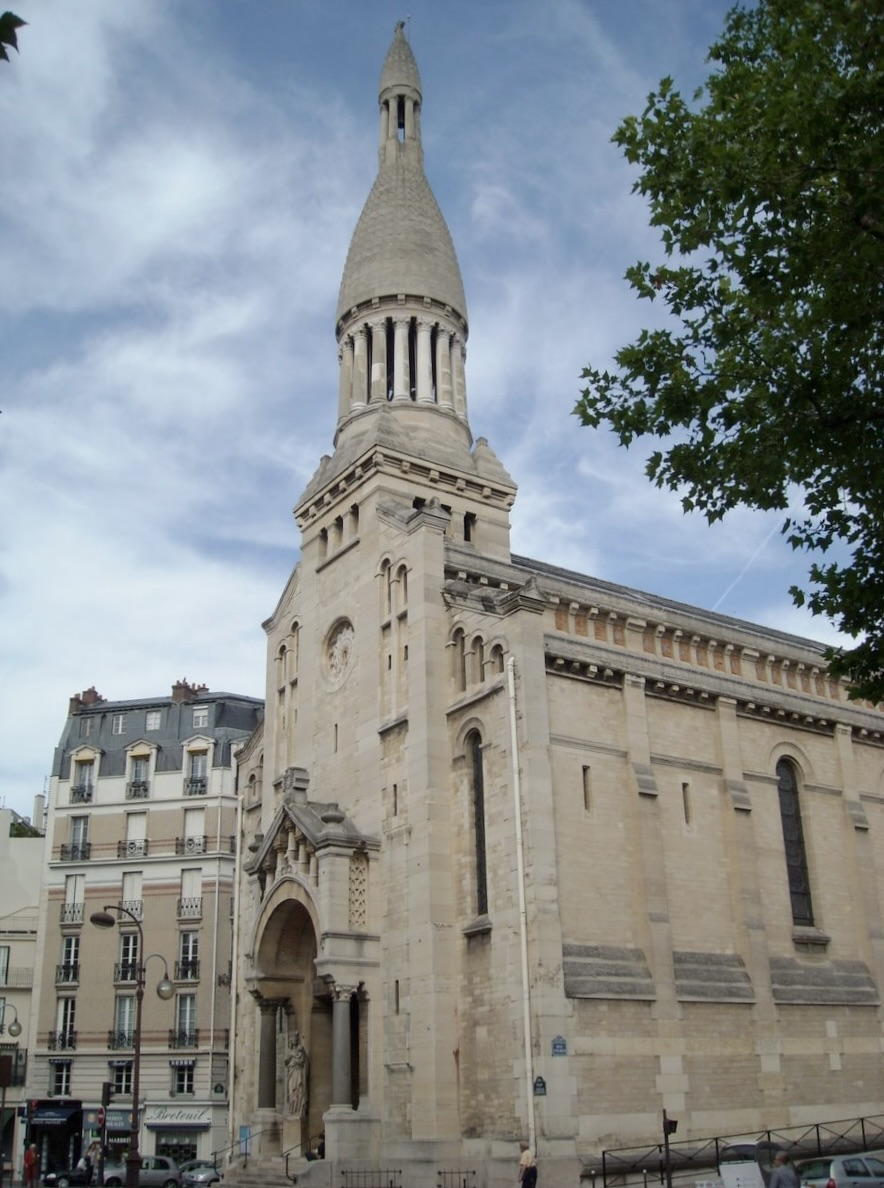
Kostel Notre-Dame-d'Auteuil

Quartier d’Auteuil (čtvrť Auteuil) je 61. administrativní čtvrť v Paříži, která je součástí 16. městského obvodu. Má rozlohu 303 ha a ohraničují ji Boulevard périphérique na jihu a na západě, Rue de l'Assomption a Rue de Boulainvilliers na severu a řeka Seina na východě.

## Historie
V roce 1109 se majitelem zdejšího panství stal pařížský klášter Sainte-Geneviève. V jeho majetku zůstala ves až do Francouzské revoluce, kdy se z ní v roce 1790 stala samostatná obec Auteuil. V letech 1840–1845 při stavbě nových městských hradeb došlo k rozdělení území Auteuil na dvě části. Od 1. ledna 1860 se část města uvnitř hradeb stala součástí města Paříže a zbývající, mnohem menší část byla připojena k městu Boulogne-Billancourt. Dnešní čtvrť tak nese název zaniklé obce.

## Vývoj počtu obyvatel
| Rok sčítání | Počet obyvatel | Hustota zalidnění (ob./km²) |
| ----------- | -------------- | --------------------------- |
| 1954        | 80 786         | 26 662                      |
| 1962        | 91 517         | 30 204                      |
| 1968        | 85 938         | 28 362                      |
| 1975        | 78 640         | 25 954                      |
| 1982        | 74 124         | 24 463                      |
| 1990        | 71 062         | 23 453                      |
| 1999        | 67 967         | 22 431                      |